# Денисьевы
Денисьевы — древний дворянский род.
В России несколько фамилий Денисьевых (не путать с дворянами Денисовыми) и две из них принадлежит к древнему дворянству:
1. Денисьевы рязанские: родоначальник Иван Иванович Шаин, черниговской воевода, переселившегося в Рязань в конце XIV века, от него пошли Назарьевы, Булгаковы, Измайловы и Денисьевы, принявшие фамилию от имени правнука его Дениса Юрьевича, бывшего боярином великих князей рязанских Ивана Фёдоровича и Ивана Васильевича. Младший сын его Пётр Денисьевич, потомки коего стали писаться Денисьевыми, находился в Рязани уже после присоединения к Москве (1521) и был товарищем наместника великокняжеского (1531), воеводою (1532 по 1540). Их потомки - Григорий Петрович воевода в Пронске (1558). Рык Дмитриевич упомянут на свадьбе князя Владимира Андреевича (1558). Иван Матвеевич описывал Шелонскую пятину (1560). Афанасий Александрович был дьяком в Печатном приказе (1688)[1].
2. Денисьевы московские: происходил от Григория Михайловича Денисьева, упоминаемого в чине свадьбы кн. Софии, дочери Иоанна III, с кн. В. Д. Холмским (1500). Сила Кириллович упомянут в казанском походе (1544). Андрей Васильевич в шведском походе (1549). Елизарий Семёнович в полоцком походе (1551). Иван Семёнович и Ермолай Лаврентьевич - стольники Петра I[2]. Этот род пресекся в конце XVII века.

При подаче документов в 1686 году, для внесения рода в Бархатную книгу, была предоставлена родословная роспись Денисьевых.
В 1699 году девять Денисьевых владели имениями в различных уездах.
Два другие рода Денисьевых восходят к концу XVII века и внесены в VI часть родословной книги Курской и Ярославской губерний (Гербовник, IV, 136).
Есть ещё два рода Денисьевых, позднейшего происхождения.

## Описание герба
В щите, разделённом перпендикулярно на два поля, голубое и золотое, изображено красное сердце, и сквозь него крестообразно вонзены серебряные шпага и стрела.
Щит увенчан обыкновенным дворянским шлемом с дворянской на нём короной с тремя страусовыми перьями. Намёт на щите красный и голубой, подложенный золотом. Герб рода Денисьевых внесён в Часть 4 Общего гербовника дворянских родов Всероссийской империи, стр. 136.

## Известные представители
- Денисьев Лаврентий Артемьевич — стряпчий (1627—1658), московский дворянин (1668—1677), воевода в Переславле-Рязанском (1671—1672).
- Денисьевы: Григорий и Алексей Ивановичи верстаны поместными окладами по Рыльску (1628).
- Денисьев Анофрий Артемьевич — московский дворянин (1640—1677).
- Денисьев Иван Семёнович — стольник (1692)[1][4][5].
- Денисьев, Александр Дмитриевич
- Денисьев, Лука Алексеевич (1762—1846) — российский офицер эпохи наполеоновских войн, генерал-майор.
- Денисьев, Пётр Васильевич (1766 — после 1849) — генерал-майор.
- Денисьев, Степан Васильевич (?—1812) — полковник.
- Денисьева, Елена Александровна (1826—1864) — любовница Ф. И. Тютчева.
- Соколова, Александра Ивановна (рожд. Денисьева; наст. отч. — Урвановна; 1833—1914) — русская писательница, мемуаристка.